# Thái Khánh
Thái Khánh hay Sái Khánh (chữ Hán: 蔡慶; bính âm: Cài Qìng), ngoại hiệu Nhất Chi Hoa (chữ Hán: 一枝花; tiếng Anh: Stalk of Flower; tiếng Việt: Một nhành hoa) là một nhân vật hư cấu trong tiểu thuyết văn học cổ điển Trung Hoa Thủy Hử. Thái Khánh xếp thứ 95 trong 108 vị đầu lĩnh Lương Sơn Bạc và xếp thứ 59 trong 72 vị sao Địa Sát, được sao Địa Tổn Tinh (chữ Hán: (地藏星; tiếng Anh: Level Star) chiếu mệnh.

## Xuất thân
Nguyên người Bắc Kinh, hai anh em Thái Khánh, Thái Phúc sinh sống tại phủ Đại Danh. Thủy Hử mô tả Thái Khánh mắt to mày rậm, là cai quản ngục tại phủ Đại Danh và cũng như anh mình là Thái Phúc, Thái Khánh được biết đến là một đao phủ chém đầu rất ngọt tay tại đây. Vì Thái Khánh thường gắn một cành hoa lên nón của mình, nên được người tại phủ Đại Danh biết đến qua ngoại hiệu Nhất Chi Hoa.

## Gia nhập Lương Sơn Bạc
Sau khi Lư Tuấn Nghĩa bị vợ mình và quản gia Lý Cố vu oan về việc họ Lư quy thuận và gia nhập Lương Sơn Bạc, Lư Tuấn Nghĩa đã bị tra tấn và tống giam vào ngục. Để phòng ngừa tai họa về sau, quản gia Lý Cố giao 550 lượng vàng cho Thái Phúc mưu sát Lư Tuấn Nghĩa ngay trong nhà lao. Nhưng sau đó, khi Sài Tiến xuất hiện và mua chuộc Thái Phúc với gấp đôi số tiền Lý Cố đưa, Thái Phúc cùng em trai mình là Thái Khánh lập mưu hối lộ quan lại phủ Đại Danh để đày Lư Tuấn Nghĩa đến đảo Sa Môn thay vì xử chém. Sau này, khi Lư Tuấn Nghĩa bị bắt trở lại, hai anh em họ Thái suýt chém đầu Lư Tuấn Nghĩa tại pháp trường. May mắn Thạch Tú xuất hiện và kịp thời cứu Lư Tuấn Nghĩa, nhưng cả hai Thạch Tú cùng Lư Tuấn Nghĩa đều bị bắt trở lại. Trong trận tấn công thành Đại Danh của Lương Sơn Bạc để cứu Lư Tuấn Nghĩa và Thạch Tú, khi quân Lương Sơn đang tấn công thành, hai vị đầu lĩnh Trâu Uyên, Trâu Nhuận, với vai trò nội gián trong thành Đại Danh, đã yêu cầu hai anh em họ Thái tháo gông cho Lư Tuấn Nghĩa cùng Thạch Tú thoát ra khỏi ngục. Sau trận tấn công thành Đại Danh thành công, hai anh em theo tất cả đầu lĩnh về và gia nhập Lương Sơn Bạc

## Chức vụ
Khi phân định ngôi thứ ở Lương Sơn Bạc, Thái Khánh xếp thứ 95 trong 108 vị đầu lĩnh Lương Sơn Bạc và xếp thứ 59 trong 72 vị sao Địa Sát, chức Chuyên quản hành hình quái tử (专管行刑刽子), một chức vụ chuyên cai quản việc hành hình của quân Lương Sơn Bạc.

## Sau khi chiêu an và về làm dân thường
Sau khi nhận chiêu an, Thái Khánh cùng Tống Công Minh và các đầu lĩnh Lương Sơn Bạc tham gia các chiến dịch bình quân Liêu, các lực lượng khác chống đối triều đình nhà Tống.
Tại hồi 119, khi ban thưởng và sắc phong các đầu lĩnh Lương Sơn Bạc sau chiến dịch bình Phương Lạp, là một trong các phó tướng sống sót trở về, Thái Khánh được phong tước Vũ Dịch lang (武奕郎) bổ nhiệm chức Đô thống lĩnh (都統領), một chức võ quan, điều hành binh lính tại một phủ. Tuy vậy, Thái Khánh  bỏ về Bắc Kinh và sống cuộc đời còn lại như một thường dân tại đây.